# Panzeria alberta
Panzeria alberta là một loài ruồi trong họ Tachinidae.